# Prunkgräber von Lübsow
Die frühkaiserzeitlichen Prunkgräber von Lübsow (auch Lübsow-Gräber) in Pommern (ehemals Kreis Greifenberg, heute Lubieszewo, Kreis Gryfice, Woiwodschaft Westpommern in Polen) sind eine Quelle zur Untersuchung gesellschaftlicher Strukturen während der älteren römischen Kaiserzeit in der Germania magna.

## Entdeckung
Bei der Sammlung von Feldsteinen zum Straßenbau wurden zu Beginn des 20. Jahrhunderts von Laien durch ihren Befund herausragende Gräber auf den benachbarten Fundplätzen „Sandberg“ und „Tunnehult“ bei der Bergung von Feldsteinen für den Chauseebau zufällig entdeckt und geöffnet. Die ungewöhnlich reichen Inventare fügen die Bestattungen des 1. und 2. nachchristlichen Jahrhunderts in eine Gruppe von Gräbern ein, die nach heutigem Kenntnisstand Ruhestätten von Angehörigen überregionaler Eliten waren. Der Befund der „Fürstennekropole“ Lübsow mit mindestens sechs Elitegräbern, datiert in die ältere Römische Kaiserzeit, gab den Namen für die „Fürstengräber des Lübsow-Typs“ – die Prunkgräber der älteren Römischen Kaiserzeit in Nord- und Mitteleuropa. Die Auswertung der Elitegräber war Grundlage für eine zusammenfassende Beschreibung durch Hans Jürgen Eggers in 1953.

## Forschungsgeschichte
Die drei Elitegräber (I/1908, II/1910 und III/1913) von der „Sandberg“-Fundstelle wurden in den Jahren 1908, 1910 und 1913 von Adolf Stubenrauch vom Museum Stettin dokumentiert. Zu den beiden Elitegräbern, die im Jahr 1925 an der „Tunnehult“-Fundstelle gefunden wurden, ist jedoch nur der Hinweis auf eine „Grabkammer“ überliefert. Otto Kunkel, damaliger Direktor des Museums Stettin, erwarb deren Ausstattung für die Sammlung des Museums. Die Zusammenstellung der Befunde der Gräber 1/1925 und 2/1925 behielt Kunkel bei. Mehr als zehn Jahre später, in den Jahren von 1937 bis 1939, entdeckte Hans Jürgen Eggers während erneuter Untersuchungen an der „Tunnehult“-Fundstelle ein drittes Elitegrab und in der Nähe der Fundstelle „Sandberg“ einige ebenerdige Brandgräber der jüngeren vorrömischen Eisenzeit. Nach dem Zweiten Weltkrieg wurde von Ryszard Wołągiewicz das von Eggers angeschnittene Flachgräberfeld und eine völkerwanderungszeitliche Siedlung ausgegraben.

## Beschreibung
Einige Grabfunde, die in Apensen, Darzau, Marwedel, Hankenbostel und Putensen in Niedersachsen an der unteren Elbe zutage kamen, waren besonders reich ausgestattet, sodass sie einer Oberschicht zugeschrieben werden. Weil es sich um Körpergräber mit aufwendigem Grabbau handelt, können die Funde aus Marwedel den „Lübsow-Grabern“ zugerechnet werden. Gräber dieser Art, die sich auch östlich der Elbe und Oder und im skandinavischen Ostseegebiet finden, zeichnen sich nicht nur durch die Sitte der Körperbestattung, Römisches Importgut, Beigabenreichtum und Waffenlosigkeit aus, sondern auch durch die aufwendig gestalteten Beisetzungen auf isolierten kleinen Friedhöfen.
Als unstreitige Lübsow-Gräber (17) gelten neben den eponymen Anlagen die Gräber von Apensen, Dollerupgaard, Hagenow, Juellinge 1 + 4, Leg Pekarsji, Marwedel 1 + 2, Repow, Schladitzsch, Schlönwitz, Skröbeshave, Store-Dal und Wichulla.

## Beispiele
Die beiden Toten in Hitzacker-Marwedel erhielten als Grabausstattung u. a. römische Bronzeeimer und Trinkgeschirr für Wein, bestehend aus Kasserolle, Kelle und Sieb, außerdem Becher aus Glas und Silber sowie Trinkhörner. An Trachtzubehör oder Schmuck fanden sich Fibeln aus Bronze und Silber, ein goldener Fingerring, silberne Beschläge für Lederschuhe und Gürtel, sowie bronzene Sporen, aber keine Waffen.
Ein ähnlich reich ausgestattetes Grab in Apensen, Landkreis Stade, kann nur mit Vorbehalt den „Lübsow-Gräbern“ zugeordnet werden, weil es sich nicht um eine Körperbestattung handelt. Der Leichenbrand lag in einem römischen Bronzeeimer, in dem sich Reste von römischem Trinkgeschirr, silbernen Bechern und Trinkhornbeschlägen fanden. Außerdem hatte man dem Toten einen Sporn mitgegeben. Die reichen Gräber von Darzau, Hankenbostel und Putensen unterscheiden sich nicht nur aufgrund der Bestattungsart, sondern auch aufgrund der Ausrüstung mit Waffen von denen in Marwedel und Apensen. Das Fürstengrab von Quetzdölsdorf wird ebenfalls der Lübsow-Gruppe zugeordnet.

## Geschichtlicher Kontext
Die in Teilen des germanischen Siedlungsgebietes praktizierte Körpergrabsitte mit exklusiv ausgestatteten Grablegen steht in Gegensatz zur wesentlich geläufigeren Brandbestattung, die allerdings ebenfalls so genannte „Prunkgräber“ aufweist. Inwieweit die in verschiedenen Regionen nachweisbaren frühkaiserzeitlichen Körpergräber an keltische Tradition anknüpfen, einheimische Neuentwicklungen bzw. auf römische Einflüsse zurückzuführen sind, wird kontrovers beurteilt. Zur Zeit bietet die Annahme, dass die Anregung zur Einführung der Körpergrabsitte sowohl in Mitteldeutschland als auch in Nordwestdeutschland aus den römischen Provinzen kam, eine gut ins Gesamtbild der kulturellen Veränderungen passende Erklärung. Schon in der älteren Römischen Kaiserzeit sind Inhumationen im Ostseeraum weit verbreitet, während der jüngeren Römischen Kaiserzeit lassen sich Körperbestattungen in größerer Zahl in Vorpommern sowie in Mitteldeutschland, Nordwestböhmen und Südwestdeutschland nachweisen. Neben der Sippenstruktur der germanischen Stämme bestand in dieser Epoche eine politische Kraft im Gefolgschaftswesen. Waffenfähige Männer jeglicher Herkunft scharten sich um einen Gefolgschaftsführer und stellten sich außerhalb der gewachsenen gesellschaftlichen Strukturen. Beispielsweise kämpfte der Cherusker Inguiomer als Gefolgschaftsführer auf der Seite der Markomannen gegen den eigenen Stamm. In erster Linie waren die Gefolgschaften auf Beute aus, erhielten aber auch Abgaben oder Tribute vom eigenen oder von fremden Stämmen. Für den Archäologen staffeln sich Gräber nach Reichtum der Ausstattung und nach Art des Grabbrauchs. Sie geben ein gesellschaftliches Abbild, das sich in Arme und Reiche, Waffenträger und Waffenlose, Männer und Frauen sowie in Alt und Jung gliedern lässt.